# Бузнаго
Бузна̀го (на италиански: Busnago, на западноломбардски: Büsnach, Бюзнак) е градче и община в Северна Италия, провинция Монца и Брианца, регион Ломбардия. Разположено е на 210 m надморска височина. Населението на общината е 6520 души (към 2012 г.).
До 2009 г. общината е част от провинция Милано.